# ألفريد هوغنبرغ
ألفريد إرنست كريستيان ألكسندر هوغنبرغ (19 يونيو 1865 - 12 مارس 1951) كان رجل أعمال وسياسيًا ألمانيًا مؤثرًا. وبصفته شخصية بارزة في السياسة القومية في ألمانيا خلال العقود القليلة الأولى من القرن العشرين، أصبح رائدًا إعلاميًا في البلاد خلال فترة الحرب. كزعيم لحزب الشعب الوطني الألماني، كان له دور أساسي في مساعدة أدولف هتلر على أن يصبح مستشارًا لألمانيا وعمل في أول حكومة له في عام 1933، على أمل السيطرة على هتلر واستخدامه «كأداة». ادت هذه الخطط لنتائج عكسية، وبحلول نهاية عام 1933، تم دفع هوغنبرغ إلى الهامش. على الرغم من أن هوغنبرغ استمر في العمل كعضو «ضيف» في الرايخستاغ حتى عام 1945، إلا أنه لم يكن له أي تأثير سياسي. [بحاجة لمصدر]

## السنوات المبكرة
ولد في هانوفر لكارل هوغنبرغ، وهو مسؤول ملكي من هانوفر دخل عام 1867 لاندتاج البروسي كعضو في الحزب الليبرالي الوطني، ودرس القانون في غوتنغن، هايدلبرغ، وبرلين، وكذلك الاقتصاد في ستراسبورغ. في عام 1891، حصل على درجة الدكتوراه في Straßburg عن أطروحته للاستعمار الداخلي في شمال غرب ألمانيا. وضع هوغنبرغ ثلاثة أفكار قادت فكره السياسي لبقية حياته:
- ضرورة أن تسمح السياسات الاقتصادية الإحصائية بنجاح المزارعين الألمان. [8]
- على الرغم من ضرورة مساعدة الدولة للمزارعين، يجب تشجيع الفلاح الألماني على العمل كرجل أعمال، مما يخلق فئة من المزارعين الناجحين / رجال الأعمال الصغار الذين سيكونون بمثابة حصن ضد جاذبية الاشتراكيين الديمقراطيين، الذين رأهم هوغنبرغ كتهديد خطير للوضع الراهن.
- أخيرًا، إن السماح للمزارعين الألمان بالنجاح يتطلب سياسة إمبريالية، كما جادل هوغنبرغ على أسس الداروينية الاجتماعية بأن «قوة وأهمية الجنس الألماني» يمكن تأمينها إذا استعمرت ألمانيا دولًا أخرى. أكد هوغنبرغ أن ازدهار ألمانيا يعتمد على امتلاك إمبراطورية عظيمة، وجادل بأنه في القرن العشرين القادم، سيتعين على ألمانيا أن تخوض معركة مع ثلاثة منافسين كبار، وهم بريطانيا والولايات المتحدة وروسيا من أجل التفوق العالمي.

## العلاقة مع هتلر

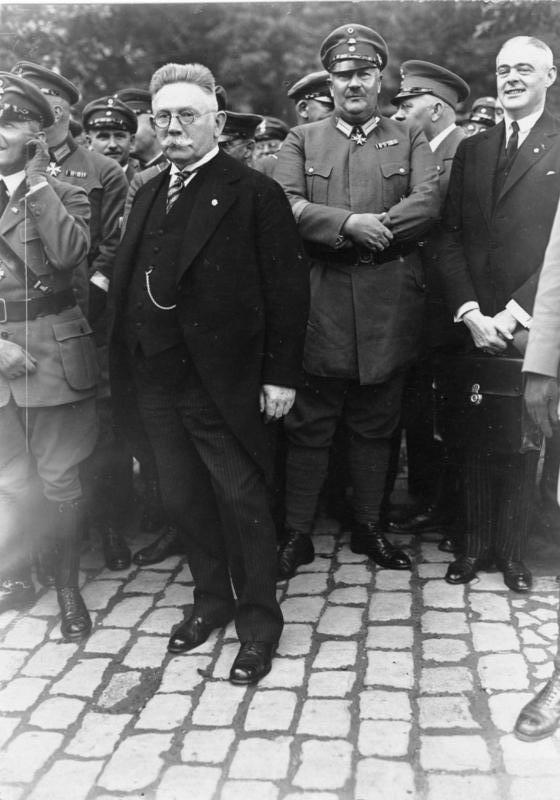
Hugenberg في Bad Harzburg ، 1931 ، مع Prince Eitel Friedrich

## صعود هتلر إلى السلطة
في أوائل يناير 1933، قام المستشار كورت فون شليشر بوضع خطط لتشكيل حكومة ائتلافية موسعة، ليس فقط لتشمل هوغنبرغ، ولكن أيضًا للمنشق النازي جريجور ستراسر والسياسي في حزب الوسط آدم شتروالد. على الرغم من أن هوغنبرغ كان لديه نوايا بشأن العودة إلى الحكومة، فإن كراهيته للنشاط النقابي تعني أنه لا يعتزم العمل مع ستيغروالد، رئيس الحركة النقابية الكاثوليكية. عندما رفض فون شليشر استبعاد ستيجروالد من خططه، قاطع هوغنبرغ المفاوضات.
لم يبذل هوغنبرغ أي جهد لوقف طموح هتلر في أن يصبح ديكتاتورًا. جنبا إلى جنب مع أعضاء DNVP الآخرين في مجلس الوزراء، فقد صوت لصالح مرسوم حريق الرايخستاغ لعام 1933، الذي قضى فعليا على الحريات المدنية.

## روابط خارجية
- ألفريد هوغنبرغ على موقع الموسوعة البريطانية (الإنجليزية)
- ألفريد هوغنبرغ على موقع مونزينجر (الألمانية)